# Traktortræk
Traktortræk er en motorsport, hvor man med traktorer (standard og specialbyggede) prøver at trække en slæde så langt som muligt mod målet, FullPull (100 meter). Traktorer som laver et FullPull vil deltage i en finale runde (kaldet Pull-Off) hvor belastningen er højere end før.
Slæden er indrettet, så den gradvist bliver tungere og tungere at trække, jo længere man kommer frem på banen.